# Rösselsprungrätsel

Beispiel eines Rösselsprungrätsels – Dieses Rätsel beginnt im rot markierten Bereich und von dort aus erhält man über mehrere Rösselsprünge die Lösung: "Ma-de in Ger-ma-ny? Da ist der Wurm drin."

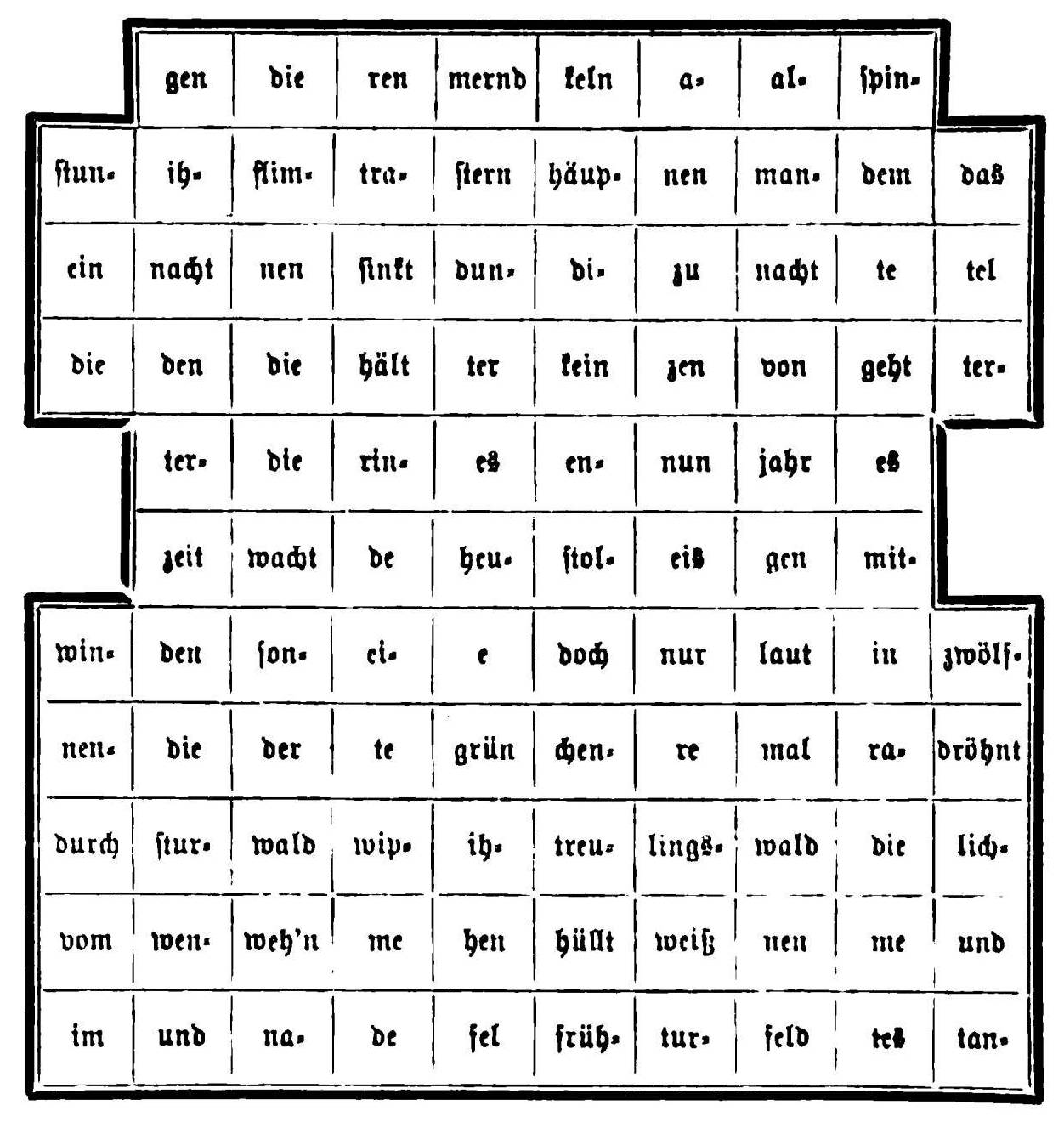
Ein Rösselsprungrätsel aus der Zeitschrift Die Gartenlaube (1899)

Das Rösselsprungrätsel ist eine Rätselart, die seit dem Mittelalter belegt ist. Dabei sind in einem begrenzten Feld Silben oder auch lediglich Buchstaben verteilt, die es sinnvoll zu ordnen gilt.

## Beschaffenheit
Das Brockhaus Bilder-Conversations-Lexikon schrieb dazu 1837: „In der jüngsten Zeit hat man den Rösselsprung zu Charaden und Räthselaufgaben benutzt, indem man die Sylben oder Buchstaben der Aufgabe nach der Reihenfolge auf die 64 Felder des Schachbretes vertheilte, in der diese bei einem Rösselsprunge berührt werden würden.“
Als Ergebnis erhält man zumeist einen Sinnspruch oder ein Lösungswort.

## Erläuterung des Lösungsweges
|   | a | b | c | d | e | f | g | h |   |
| 8 |   |   |   |   |   |   |   |   | 8 |
| 7 |   |   |   |   |   |   |   |   | 7 |
| 6 |   |   |   |   |   |   |   |   | 6 |
| 5 |   |   |   |   |   |   |   |   | 5 |
| 4 |   |   |   |   |   |   |   |   | 4 |
| 3 |   |   |   |   |   |   |   |   | 3 |
| 2 |   |   |   |   |   |   |   |   | 2 |
| 1 |   |   |   |   |   |   |   |   | 1 |
|   | a | b | c | d | e | f | g | h |   |

Rösselsprung
Der Rösselsprung ist ein Bewegungsablauf, der dem im Schach vorgeschriebenen Zug des Springers (altdeutsch Rössel = Pferdchen) entspricht. Er bewegt sich zwei Felder in einer Linie oder Reihe in eine Richtung und ein Feld zur Seite (siehe auch die graphische Darstellung). Dabei berührt er nicht die übersprungenen Felder. Die Rätsellösung ergibt sich durch Aneinanderreihung derjenigen Zellen, die man, ausgehend von einem Startfeld, durch mehrfache Anwendung des Rösselsprungs erreicht. Dabei muss jedes Feld des Rätselplans genau einmal betreten worden sein.